# Сабави Ибрагим
Сабави Ибрагим аль-Хасан ат-Тикрити (араб. سبعاوي إبراهيم حسن التكريتي‎; 27 февраля 1947 — 8 июля 2013) — иракский политический деятель. Единоутробный брат иракского президента Саддама Хусейна. Бывший директор служб безопасности Ирака в годы правления Хусейна: разведывательной службы Ирака и Управления общей безопасности.

## Биография
Родился 27 февраля 1947 года в Аль-Аудже, близ Тикрита.
Сабави Ибрагим являлся заместителем начальника полиции. В 1983 году он вместе со своими братьями Барзаном и Ватбаном был отправлен в отставку. Существуют несколько версии, почему Саддам сместил всех своих братьев, но ни одна из них не имеет полного подтверждения. По одной версии все трое готовили заговор против Саддама, по другой — в результате семейного скандала, который мог быть связан со смертью их матери в том же году. Как бы то ни было, но через три года он стал начальником иракской разведки.
Во время войны в Заливе в 1991 году возглавил службу безопасности Саддама Хусейна (мухабарат) и был отправлен в отставку в 1996 году, когда Саддам усомнился в его преданности. Затем работал в качестве президентского советника. Считается участником подавления шиитского восстания. Его обвиняли в пытках и убийствах простых иракцев, а также в совершении преступлений в период оккупации Кувейта иракскими войсками. В 2002 году Саддам Хусейн простил его и наградил вместе с двумя другими единоутробными братьями Ватбаном и Барзаном.

## В бегах и арест
После свержения Саддама Хусейна за его братом, как и за многими другими представителями режима, началась охота. Сабави ат-Тикрити занимал 36-е место (в виде бубновой шестёрки) в составленном США списке 55 наиболее разыскиваемых функционеров свергнутого иракского режима. Представители переходного правительства Ирака обвиняли его в том, что он координирует действия антиправительственных вооруженных формирований с территории Сирии. За содействие в его поимке была объявлена награда в 1 миллион долларов.
В конце декабря 2004 года иракское правительство потребовало от Сирии выдать брата Саддама Хусейна. Как сообщала газета «Аш-Шарк аль-Аусат», Айяд Аллауи заявил, что Багдад добивается от Дамаска экстрадиции брата экс-президента Сабави Ибрагима и бывшего шефа иракской разведки Тахера Хабуша ат-Тикрити. Премьер указал, что иракские власти «располагают показаниями и документами, подтверждающими, что эти лица ведут на сирийской территории подрывную деятельность против безопасности Ирака».
27 февраля 2005 года сирийские власти арестовали Сабави Ибрагима близ иракской границы. Его поимка стала результатом операции, проведенной в городе Аль-Хасака, который находится в 50 километрах от границы с Ираком. Он якобы ждал ареста и вместе с группой своих соратников даже попытался совершить побег с территории Сирии и перебраться в Ливан или Иорданию, но был задержан сирийскими спецслужбами. Сабави вместе с 29 другими высокопоставленными функционерами иракской партии Баас был передан властям Ирака Сирией в качестве жеста доброй воли. В мае при попытки пересечь иракскую границу иракские власти арестовали его сына Аймана Сабави, который затем сбежал из тюрьмы 9 декабря 2006 года. В октябре был арестован другой сын Сабави Ибрагима — Ясир. В следующем году ещё один сын — Башир. Некоторые из его сыновей предстали перед иракским судом и были приговорены к различным срокам заключения. Сын Ибрагима Сабави Ибрагим Сабави Хуссейн долгое время был одним из бойцов Исламского государства и погиб во время боёв за город Бейджи.

## Трибунал
После ареста Сабави Ибрагим выступил свидетелем защиты своего родного брата Барзана ат-Тикрити на суде по делу Эд-Дуджейль. Известно, что за сутки до своей казни, Саддам Хусейн попросил свидания с двумя своими единоутробными братьями — Ватбаном и Сабави, находящимися в заключении на американской базе Кемп-Кроппер близ багдадского аэропорта. По их словам он был рад, что ему «суждено принять смерть от своих врагов и стать мучеником», а не прозябать в тюрьме до конца жизни.
21 августа Сабави Ибрагим ат-Тикрити предстал перед судом вместе с 14 соратниками Саддама по делу о подавлении восстания шиитов на юге Ирака в 1991 году. На суде он, оправдывая вторжение Ирака в Кувейт, назвал оккупацию эмирата «историческим правом», и добавил, что суд незаконен, поскольку он поддержан со стороны США. Спустя полгода 29 апреля 2008 года начался новый судебный процесс. Сабави Ибрагим вновь оказался на скамье подсудимых, на этот раз по делу о казни 42 торговцев, обвинённых в 1992 году в завышении цен на продукты первой необходимости в условиях экономической блокады Ирака, наложенной на страну после войны в Персидском заливе.
В ходе слушаний Сабави отвергал всякую роль в казнях торговцев, заявляя, что его служба безопасности не была связана с арестами предпринимателей. «Я клянусь перед Аллахом, что я не причастен к этому делу… Я клянусь на священном Коране, что я ни в чём не виновен», — добавил он. В марте 2009 года Ибрагим был приговорен к смертной казни через повешение. Как его смертный приговор был зачитан, он встал и провозгласил: «Аллах велик» и что он гордится тем, что он мученик. Однако приговор так и не был исполнен так как 8 июля 2013 года Сабави умер в тюрьме от рака.